# Stockholmsledet och Lindeborg
Ej att förväxla med Lindeborg, Malmö kommun.
Stockholmsledet och Lindeborg är en av SCB avgränsad och namnsatt småort i Karlshamns kommun i Blekinge län. Den omfattar bebyggelse i de två sammanväxta orterna belägna på ömse sidor om Ronnebyvägen och Blekinge kustbana omedelbart öster om Karlshamn med huvuddeln i Asarums socken.